# Любіни (Конінський повіт)
Любіни (пол. Lubiny) — село в Польщі, у гміні Рихвал Конінського повіту Великопольського воєводства.
Населення — 139 осіб (2011).
У 1975—1998 роках село належало до Конінського воєводства.

## Демографія
Демографічна структура станом на 31 березня 2011 року:
|          | Загалом | Допрацездатний вік | Працездатний вік | Постпрацездатний вік |
| -------- | ------- | ------------------ | ---------------- | -------------------- |
| Чоловіки | 72      | 17                 | 54               | 1                    |
| Жінки    | 67      | 16                 | 42               | 9                    |
| Разом    | 139     | 33                 | 96               | 10                   |